# Myrica gale
Myrica gale, comummente conhecida como samouco-do-brabante (grafia alternativa samouco-de-brabante), é uma espécie de planta com flor, pertencente à família das Miricáceas e ao tipo fisionómico dos fanerófitos.
A autoridade científica da espécie é L., tendo sido publicada em Species Plantarum 2: 1024. 1753.

## Nomes comuns
Além de «samouco-do-brabante», pode ainda ser conhecida como mirto-de-brabante,  mírica (grafia alternativa mirica), nome comum partilhado por várias espécies do género Myrica.

### Etimologia
Quanto ao nome científico desta espécie:
- O nome genérico, Myrica, provém do latim, mўrīca, e significa «tamarisco».[7]

- O epíteto específico, gale, também provém do latim, tratando-se de uma alusão à antiga província romana da Gália.[8]

## Descrição
Trata-se de uma planta arbustiva, caducifólia, que pode medir até 2 metros e meio de altura.
É uma planta dióica, isto é, pode mudar de sexo de um ano para o outro.
As suas folhas são caducas, têm pequenas dimensões (3 a 6 centímetros de comprimento) e formato oblongo-acunheadas, costumam ser mais ou menos pubescentes nas 2 páginas, quando jovens, e à medida que amadurecem tendem a tornar-se mais glabrescentes na página superior. Pautam-se também, pelas glândulas minúsculas, sésseis, brilhantes, aromáticas e amareladas, nas duas faces das páginas.
Os ramos são escuros, contando com minúsculas glândulas dispersas de coloração clara.
Os amentilhos são simples e precoces. Os masculinos medem entre 15 a 25 milímetros, são de feitio oblongo. Os femininos medem entre 3 a 5 milímetros, são de formato ovoide. As flores assentam em 4 estames que são mais curtos do que as brácteas.  Esta espécie floresce de Março a Junho.
Os frutos desta espécie são mais ou menos secos, resinosos, iguais ou pouco maiores do que bráctea, encontrando-se envoltos lateralmente por duas bracteolas adicionais.

## Distribuição
Trata-se de uma espécie com grande distribuição no globo, marcando presença no Norte e Oeste do continente europeu, no Leste asiático e no Norte da América.

### Portugal
Trata-se de uma espécie presente no território português, nomeadamente em Portugal Continental, especialmente nas zonas do Centro-oeste calcário, do Centro-oeste arenoso, do Centro-sul miocénico e do Sudoeste setentrional, embora também haja registo esporádico da planta mais a Norte, junto à costa.
Em termos de naturalidade é nativa da região atrás indicada.

### Ecologia
Trata-se de uma espécie ripícola, ou seja, que medra nas imediações de cursos de água. Encontrando-se também em pântanos, nas cercanias de turfeiras e nas depressões húmidas de dunas.
Desenvolve-se entre os 10 e os 930 metros de altitude acima do nível do mar, privilegiando os solos arenosos e muito húmidos, especialmente perto do litoral.

## Protecção
Não se encontra protegida por legislação portuguesa ou da Comunidade Europeia.

## Usos

### Etnobotânica
As flores, na Primavera, e as folhas aromatizadas chegaram a ser usadas historicamente na confecção de mezinhas com propriedades tónicas, excitantes e vermífugas.

### Culinária
Tradicionalmente, é um dos agentes que dão sabor amargo às cervejas gruit.